# Condor (Coventry)
Condor is een Brits historisch merk van motorfietsen.
De bedrijfsnaam was: Condor Motor Co. of Broad Street Garage, Coventry.
De Broad Street Garage in Coventry begon in 1907 met de productie van motorfietsen. Het waren zware eencilinders 650cc-4pk-viertaktmotoren. In 1912 was er een nog grotere motor, die dankzij een boring en 96 mm en een slag van 112 mm een cilinderinhoud van 811 cc had. In 1914, toen de Eerste Wereldoorlog uitbrak, moest de Britse motorfietsindustrie haar productie staken en dat deed Condor ook. Het merk kwam na de oorlog niet terug.
Excelsior, eveneens gevestigd in Coventry, bracht in dat laatste jaar ook een 811cc-eencilinder uit, waarvan de motor zeer waarschijnlijk van Condor kwam.
- Voor andere merken met de naam Condor, zie Condor (Braunschweig) - Condor (Courfaivre) - Condor (Nederland) - Condor (Taiwan)